# Отокар Кобра
Otokar Cobra (Отокар Кобра) е лека бронирана бойна машина, създадена от турската компания Otokar с участието на американската AM General. Използва компоненти от американското Humvee. Първите машини са доставени на турската армия през 1997 г. и оттогава са изнасяни за няколко страни по света. Тежи 6200 kg, бронята защитава екипажа и пътниците от гранати и леки оръжия. Въоръжението може да включва дистанционно управляема картечница, 20 mm оръдие или противотанкови ракети. Двигателят има мощност 190 к.с. и това позволява скорости до 115 km/h. Otokar Cobra е на въоръжение в Алжир (600), Бахрейн, Грузия, Ирак, Малдиви (5), Нигерия (193), Пакистан, Словения (10), Турция (789), ОАЕ.